# Milliardærklubben
|  | For klubben af samme navn i Disney-universet se Milliardærklubben (Disney) |
Milliardærklubben er betegnelsen for en dansk investeringsklub[kilde mangler] stiftet af milliardæren Peter Forchhammer.
Klubben har fem medlemmer, udover Forchhammer, er det Erik Damgaard, Aldo Petersen, Ole Abildgaard og Mark Szigethy. Flere af milliardærklubbens medlemmer havde aktier i den lille rigmandsbank Capinordic Bank.